# پنل سه‌بعدی

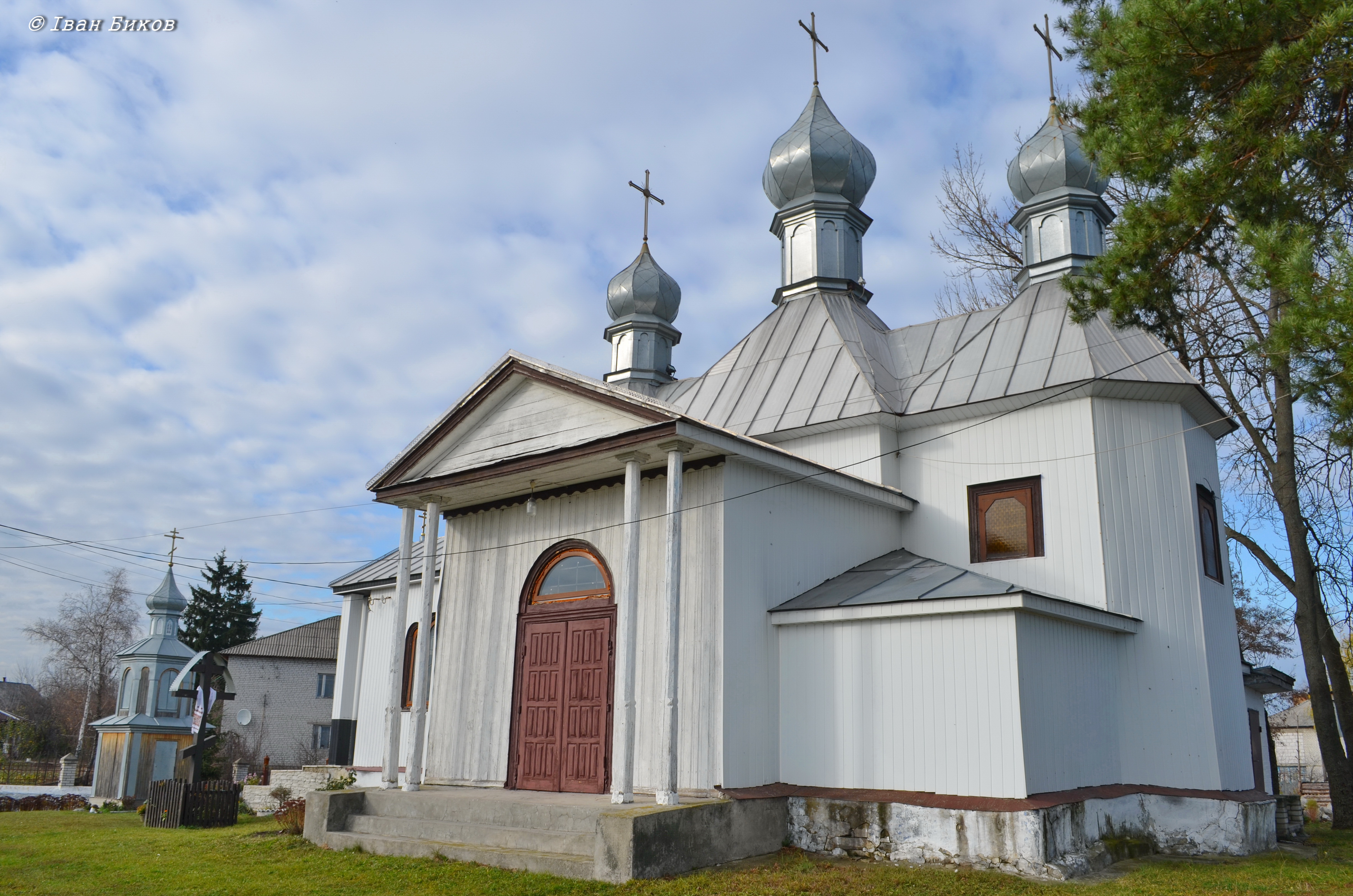
پانل سه بعدی

پانل سه بعدی (بتن ساندویچی)، متشکل از یک لایه فوم پلی استایرن بین لایه‌های بتن است و برای تهیه قطعات از این نوع بتن، دو شبکهٔ فلزی میل گردهای بهم جوش خورده در طرفین یک فوم قرار داشته و بتن با استفاده از پمپ بر روی این سطح پاشیده می‌شود. ضخامت نهایی قطعه بتنی، در حدود ده الی دوازده سانتی‌متر می‌باشد.
پانل سه بعدی یک المان پیش ساخته متشکل از یک هسته عایق که یونولیت نام دارد تشکیل شده بین دو شبکه ساخته شده از مفتول و اعضای خرپایی قرار گرفته که دو شبکه فلزی را به‌طور مناسبی به هم وصل می‌کند.
ده‌ها سال است که صنعت ساختمان‌سازی در کشورهای پیشرفته از حالت سنتی خارج و روند صنعتی به خود گرفته‌است، از تبعات این تحول ویژگی‌هایی همچون سبکی، مقاومت، یکپارچگی، عایق بودن، سرعت در نصب، سهولت در اجرا است که فرایند تولید استاندارد و ایمن را کامل تر می‌کند.
بیش از ۴۰ سال است که در کشورهای پیشرفته استفاده از پانل‌های سه بعدی متداول گردیده‌است. استفاده از این‌گونه پانل‌ها در دهه ۵۰ در ایران نیز مطرح گردید که به دلایلی تا اواسط دهه ۷۰ پیشرفت زیادی نداشته‌است. اما اخیراً توجه زیادی به آن شده و سازمان زمین و مسکن هم در سال‌های ۸۰ و ۱۳۸۱ با انتشار دو جلد دفترچه راهنما و مشخصات فنی پانل‌های سه بعدی، در راه شناساندن آن سعی زیادی نموده‌است.

## مشخصات فنی
شبکه استاندارد از مفتول شماره ۵/۲ تا ۵/۳ میلی‌متر تا حداکثر ۸ میلی‌متر می‌باشد که با چشمه‌های ۵× ۵ سانتیمتر ساخته می‌شود. پوشش‌های بتنی از حداقل ۳ سانتیمتر تا ۵/۵ سانتیمتر می‌باشد که با توجه به باربر بودن دیوارها متفاوت می‌باشد.
ابعاد استاندارد پانل‌ها به عرض ۲۰۰/۱ متر و ارتفاع ۷۰/۲ به بالا ساخته می‌شود که بسته به مورد استفاده قابل تفسیر می‌باشد بتن پاشیده شده روی پانل‌ها به مقاومت حداقل mpa20 برای پانل‌هلی باربر و mpa15 برای دیوارهای غیر باربر استفاده می‌شود. مقاومت کششی مفتول مورد استفاده kg/cm2 4000 برای پانل‌های باربرو kg/cm2 3000 برای پانل‌های غیر باربر می‌باشد عایق استفاده شده از نوع پلی‌استایرن منبسط شده با دانستیه تشکیل شده که حداکثر شاخص گسترش شعله ۲۵ و حداکثر شاخص گسترش دود آن ۴۵۰ می‌باشد.

## ویژگی‌ها
پانل‌های سه بعدی با استفاده از نوع نسوز عایق پلی‌استایرنی (یونولیت یا کندسوز) خواص مفید بسیاری از جمله وزن کم، عایق صوتی و حرارتی (گرمایشی و سرمایشی بین ۵۰ تا ۸۰ درصد)، استحکام و یکپارچگی مطلوب، سرعت در نصب (۵۰٪ سریع‌تر)، شکل‌پذیری و انعطاف‌پذیری مناسب و مقاومت در برابر زمین لرزه و فشار باد (تا ۴۰۰ کیلومتر در ساعت) دارند.

### استحکام
دلیل استحکام  دیوارهای سه بعدی خرپای موربی می‌باشد که از هر دو طرف به وسیله جوش به مش محکم گردیده و امکان انتقال نیروهای وارده را به صورت عملی به هر طرف میسر می‌سازد.
ویژگی‌های منحصربه‌فرد دیوارهای سه بعدی، استحکام بی‌نظیر آن است که در نتیجه طراحی مناسب سیستم سه بعدی در تحمل وزن و عملکرد صحیح نقطه جوش‌ها در شبکه از طریق خرپاهای کشیده شده که کاملاً از هر نقطه به نقطه بعدی جوش شده و تعداد زیاد نقاط جوش بین هر دو خرپا و مش باعث تقویت شبکه گردیده‌است.
استحکام دیوارهای سه بعدی امکان عملیات نصب را آسان می‌نماید زیرا:
1. خم شدن و شکستن دیوارها رخ نمی‌دهد.
2. برای حفظ دیوارها در وضعیت مورد نظر نیروی زیادی لازم است.
3. نصب درب و پنجره‌ها آسان می‌باشد.
4. نصب وسایل مورد نیاز از تشکیل لوله‌های آب و برق و غیره ساده و سریع می‌باشد

### ضد حریق
مقاومت پانل سه بعدی در برابر آتش به اندازه شبکه سیمی و ضخامت بتن بستگی دارد. مدل پانل بر اساس کد Astm- E84 مورد آزمایش قرار گرفت. نتیجه آزمایش بدین شرح بود که پانل به ضخامت ۵/۲ اینچ و روکاری در هر طرف ۵/۱ اینچ در هر طرف ۵/۱ ساعت دوام داشته و پانل خارجی به ضخامت ۵/۲ و روکاری ۲ اینچ در هر طرف ساعت دوام داشت.
هر مقدار بتن در هر طرف بیشتر باشد مقاومت در برابر حریق نیز افزایش یافته ولی هسته به هیچ عنوان نمی‌سوزد.

## انواع

### پانل‌های سه بعدی دیواری
- دیواری باربر: پانل‌های دیواری باربر را در دیوار سوله‌ها و ساختمان‌های صنعتی، دیوارهای محوطه، ساختمان‌های بدون استفاده از سازهای{فلزی. بتن ارمه} (که معمولاً یک یا دو طبقه و عمدتاً در انبوه‌سازی‌ها است) و… استفاده می‌کنند
- دیواری غیر باربر: پانل‌های دیواری غیر باربر را در دیوارهای خارجی و داخلی کلیه ساختمان‌هایی که دارای سازه (اسکلت) فلزی یا بتنی هستند، اجرا می‌نمایند و به دلیل سبک و عایق بودن و… در برج‌ها بسیار کاربرد دارد.[۸]

### پانل‌های سه بعدی سقفی
عرض پانل‌های سقفی بین ۸۰ تا ۱۰۰ سانتیمتر می‌باشد. ضخامت عایق پلی استایرن (یونولیت) بکار رفته ۱۰ تا ۱۵ سانتیمتر است و سقف به صورت تیرچه و پانل اجرا می‌شود. ضخامت بتن روی پانل سقف، ۵ تا ۷ سانتیمتر می‌باشد و دیگر جزئیات طبق نقشه‌های محاسباتی مربوطه خواهد بود.

## مزایای یونوپانل
- کاهش وزن ساختمان به علت سبکی سقف و دیوارهای ساخته شده از پانل سه بعدی
- سرعت حمل و نقل و سهولت بالا کشیدن پانل‌ها در ساختمان‌های مرتفع
- مقاومت زیاد در برابر نیروهای برشی ناشی از زلزله به علت یکپارچگی سازه
- عایق در برابر حرارت، برودت و رطوبت و صدا.
- مقاوم در برابر آتش‌سوزی به علت وجود قشرهای بتنی طرفین پانل.
- نفوذ ناپذیری ساختمان در برابر حشرات.
- امکان حمل و نقل و بکارگیری دیوار پانل در مناطق صعب‌العبور جهت احداث ساختمان.
- کاهش وزن آهن و بتن مصرفی ۸
- دستیابی به فضای مفید بیشتر به علت ضخامت ناچیز دیوارهای سه بعدی.
- آزادی عمل در اجرای طرحهای متنوع و هرگونه نماسازی داخلی و خارجی در سیستم‌های قوسی و سینوسی، به علت انعطاف‌پذیری قطعات پیش ساخته دیوارهای سه بعدی.
- صرفه جویی در هزینه فونداسیون و شناژ و اسکلت ساختمان‌های بلند مرتبه به دلیل وزن اندک سقف و دیوارهای پانل .(از ۷۰۰ کیلوگرم به ۲۸۰کیلوگرم کاهش می‌یابد)
- صرفه جویی در هزینه تهویه مطبوع ساختمان در گرمایی ۵۰٪ یا سرمایی ۸۰٪ به دلیل جلوگیری از تبدیل حرارت یا برودت، در نتیجه صرف انرژی کمتر اعم از مواد سوختنی یا برق ..
- افزایش عمر مفید ساختمان و دستگاه‌های تأسیساتی آن.
- عدم نفوذ نسبی آلودگی صوتی و ایجاد آرامش برای ساکنین ساختمان در شهرهای بزرگ
- بازگشت سرمایه‌گذاری در امور ساختمان‌سازی در کوتاه‌ترین زمان
- عبور دادن لوله‌های آب و فاضلاب و برق و تلفن به سادگی از زیر شبکه پانل و نصب چارچوب درها و کلاف فلزی پنجره‌ها فبل از بتن پاشی و کلا " اجرای تأسیسات ساختمان
- عدم نیاز به کنده کاری و تخریب تأسیساتی دیوارها و سقف در نتیجه عدم انباشت نخاله که صرفه جویی در هزینه و وقت را به دنبال دارد
- پس از بتن پاشی طرفین پانل‌ها با ضخامت حداقل ۴ سانتیمتر، سیستم بی‌نیاز از گچ و خاک بوده که با اجرای چند میلی‌متر پااسترگچ (سفیدکاری) دیوارها و سقف آماده برای نقاشی خواهد بود.
- با توجه به سبکی پانل‌ها حمل و نقل با هزینه کم صورت گرفته که در نتیجه صرفه جویی در کرایه حمل و تخلیه خواهد بود.
- استفاده از دیوار و سقف سه بعدی در ساختمان‌سازی بهره‌وری مناسب آهن آلات مصرفی را موجب می‌گردد؛ که به‌طور مثال با صرف ۱۷ کیلوگرم فولاد در هر متر مربع ساختمان به صورت مفتول و میلگرد می‌توان یک واحد مسکونی یک طبقه را بنا کرد.
- عایق پلی استایرن که در تولید پانل‌های سه بعدی به کار می‌رود از نوع کند سوز می‌باشد که پس از نصب و سیمان‌کاری طرفین پانل با ضخامت ۵ سانتیمتر، دیوار سه بعدی تا ۲ ساعت در مقابل آتش‌سوزی مقاوم خواهد بود.
- کاهش زمان اجرای ساختمان به میزان ۵۰٪ ۲۲
- به دلیل یکپارچه بودن سیستم دیوار و سقف در سیستم پانل، نیازی به باربند ندارد.
- دیوار پانل سه بعدی پس از اجرای کامل امنیت در برابر برش و تخریب و سوراخ کردن را دارا می‌باشد.[۱۰]

## نحوه اجرا
ساختمان‌های ویلایی و مسکونی تا دو طبقه
- پی: در قسمتهایی که پانل‌های دیواری باربر باشند دتایل پیوست شناژ افقی ریخته می‌شود و در محل تقاطع دیوارهای باربر الزامی است که از شناژ قائم طبق دتایل استفاده شود.
- نصب دیوارها: بعد از اجرای پی پانل‌های دیوار با میلگردهای انتظاری که در پی جاگذاری شده متصل می‌گردند. پس از اتصال با مهار کردن دیوارها به وسیلهٔ پشت بند دیوارها تراز و شاقول می‌گردند.